# B-dur

Znaki chromatyczne w gamie B-dur

Diagram akordu B-dur dla gitary

B-dur – tonacja muzyczna, która oparta jest na skali durowej. Jej toniką jest b.
Gama B-dur zawiera dźwięki: b, c, d, es, f, g, a. Tonacja B-dur zawiera dwa bemole.
| Gama B-dur zapisana za pomocą przygodnych znaków chromatycznych | Audio playback is not supported in your browser. You can download the audio file.                                                                                     |
| Gama B-dur zapisana za pomocą znaków przykluczowych             | \relative f'{ \override Staff.TimeSignature #'stencil = ##f \key bes \major \cadenzaOn bes1 c d es f g a bes \cadenzaOff } \addlyrics { \small { b c d es f g a b } } |

Pokrewną jej molową tonacją równoległą jest g-moll, jednoimienną molową – b-moll.
B-dur to także akord, zbudowany z pierwszego (b), trzeciego (d) i piątego (f) stopnia gamy B-dur.
| Akord B-dur | Audio playback is not supported in your browser. You can download the audio file. |

Znane dzieła w tonacji B-dur:
- Wolfgang Amadeus Mozart – serenada Gran Partita (KV 361)
- Ludwig van Beethoven – IV Symfonia, Kwartet nr 13 i Wielka Fuga na kwartet smyczkowy
- George Gershwin – Solo na klarnecie otwierające Błękitną Rapsodię
- Siergiej Prokofjew – Suita Scytyjska
- Giuseppe Verdi – Powrót Radamesa z Aidy
- Johannes Brahms – II Koncert fortepianowy